# Westone Bit Entertainment
Pour l’article homonyme, voir Westone (guitares).
Westone Bit Entertainment (ウエストン ビット エンタテインメント) est une société de développement de jeu vidéo japonais. Appelée à l'origine Escape, la société a été rebaptisée Westone car son premier nom donnait l'impression qu'elle n'était pas fiable. Le nom Westone est dérivé des premiers caractères des noms des fondateurs de la société, Ryuuichi Nishizawa (Nishi = West) et Michishito Ishizuka (Ishi = Stone). Le nom de la société a été modifié une nouvelle fois pour devenir Westone Bit Entertainment en avril 2000. La société a fait faillite et est entrée dans le processus de liquidation le 1er octobre 2014.
Elle a développé depuis 1986 jusqu'aux années 2000 de nombreux titres pour l'arcade et les consoles dont plus récemment la PlayStation 2. Elle est surtout connue pour sa série des Wonder Boy, l'une des licences les plus connues dans le monde du jeu vidéo produit par Ryuichi Nishizawa jusqu'en 1994. Elle a developpé aussi en 1996 le jeu Dark Half pour la Super Famicom. L'un de ses jeux d'arcade de 1992, dont la sortie fut annulée à l'époque, est apparu pour la première fois en 2020 sur les consoles PlayStation 4 et Nintendo Switch par les éditeurs Strictly Limited Games et ININ Games sous le nom de Clockwork Aquario.